# Thomas Lubanga
Thomas Lubanga Dyilo (Djiba, 29 dicembre 1960) è un criminale di guerra e generale della Repubblica Democratica del Congo di etnia Hema-Gegere, condannato, presso la Corte penale internazionale, per crimini di guerra compiuti nell'ambito della Seconda Guerra del Congo.
Lubanga è stato fondatore e leader del gruppo ribelle filo-ugandese dell'Unione dei Patrioti Congolesi (UPC), e ha giocato un ruolo chiave nel conflitto dell'Ituri, durante la Seconda Guerra del Congo. I ribelli sotto il suo comando sono stati accusati di violazioni sistematiche dei diritti umani, inclusi massacri etnici, uccisioni, torture, stupri di guerra, mutilazioni e coscrizioni forzate di bambini soldato.
Nel 2002 conquistò la città di Bunia, compiendo varie uccisioni di civili, rapimenti e stupri, in particolare contro l'etnia Lendu.
Il 17 marzo 2006, Lubanga è divenuto la prima persona mai arrestata in base ad un mandato di cattura della Corte penale internazionale. Il suo processo, per il crimine di guerra di "aver coscritto e arruolato bambini sotto l'età di 15 anni e averli utilizzati per partecipare attivamente alle ostilità", è iniziato il 26 gennaio 2009 e si è concluso con una condanna in primo grado il 14 marzo 2012,  e una successiva sentenza in via definitiva a 14 anni di reclusione il 10 luglio 2012.

## Biografia

### Infanzia e famiglia
Lubanga è nato il 29 dicembre 1960 a Djiba, nella provincia dell'Ituri nella Repubblica Democratica del Congo (allora Zaire). È di gruppo etnico Hema-Gegere.  Ha studiato all'Università di Kisangani, ha una laurea in psicologia.  È sposato e ha sette figli.

### Conflitto dell'Ituri
Durante la Seconda Guerra del Congo, Lubanga è stato un comandante militare e "ministro della difesa" dei filo-ugandesi RDC-ML (Raggruppamento per la Democrazia Congolese-Movimento per la Liberazione).  Nel luglio 2001 ha fondato un altro gruppo ribelle, l'Unione dei Patrioti Congolesi (UPC).  All'inizio del 2002, Lubanga venne estromesso dal comando militare dell'RDC-ML e abbandonò il gruppo.  Nel settembre 2002, divenne Presidente dell'UPC e ne fondò l'ala militare, le Forze Patriottiche per la Liberazione del Congo (FPLC).
Sotto la leadership di Lubanga l'UPC, a maggioranza etnica Hema, divenne uno degli attori principali nel conflitto dell'Ituri tra i gruppi etnici Hema e Lendu. Nel 2002 l'UPC prese il controllo di Bunia, capoluogo della provincia dell'Ituri, ricco di miniere d'oro, chiedendo che il governo Congolese riconoscesse l'Ituri come una Provincia autonoma.  Lubanga venne arrestato il 13 giugno 2002, durante una missione a Kinshasa, ma venne rilasciato dieci settimane dopo in uno scambio con un ministro del governo, rapito dai ribelli.
Human Rights Watch ha accusato l'UPC, sotto il comando di Lubanga, di "massacri etnici, uccisioni, torture, stupri e mutilazioni", nonché del reclutamento di bambini soldato.  Tra il novembre 2002 e il giugno 2003, l'UPC avrebbe ucciso 800 civili in base alla loro etnia nella regione delle miniere d'oro di Mongbwalu.  Tra il 18 febbraio e il 3 marzo 2003, l'UPC è accusato di aver distrutto 26 villaggi, uccidendo almeno 350 persone e forzando 60.000 persone a lasciare le proprie case.  Le organizzazioni di diritti umani sostengono che Lubanga è arrivato ad avere 3.000 bambini-soldato tra 8 e 15 anni.  Lubanga avrebbe ordinato ad ogni famiglia nell'area sotto il suo controllo di aiutare lo sforzo bellico donando qualcosa: soldi, una mucca, o un figlio da arruolare nella sua milizia.
L'UPC venne estromesso da Bunia dall'esercito ugandese nel marzo 2003.  Lubanga si spostò quindi a Kinshasa e registrò l'UPC come partito politico. ma venne arrestato il 19 marzo 2005 in connessione con l'uccisione di 9 peacekeeper bengalesi della MONUC nell'Ituri, il 25 febbraio 2005.  Lubanga venne inizialmente detenuto in uno degli hotel più lussuosi di Kinshasa, ma dopo alcuni mesi venne trasferito alla prigione centrale della città.
Nel gennaio 2025, nel suo rapporto sulla Repubblica Democratica del Congo (RDC), il gruppo di esperti delle Nazioni Unite ha accusato Thomas Lubanga di sostenere gruppi armati, lo Zaire in Ituri e il movimento del 23 marzo.

### Il processo all'Aja

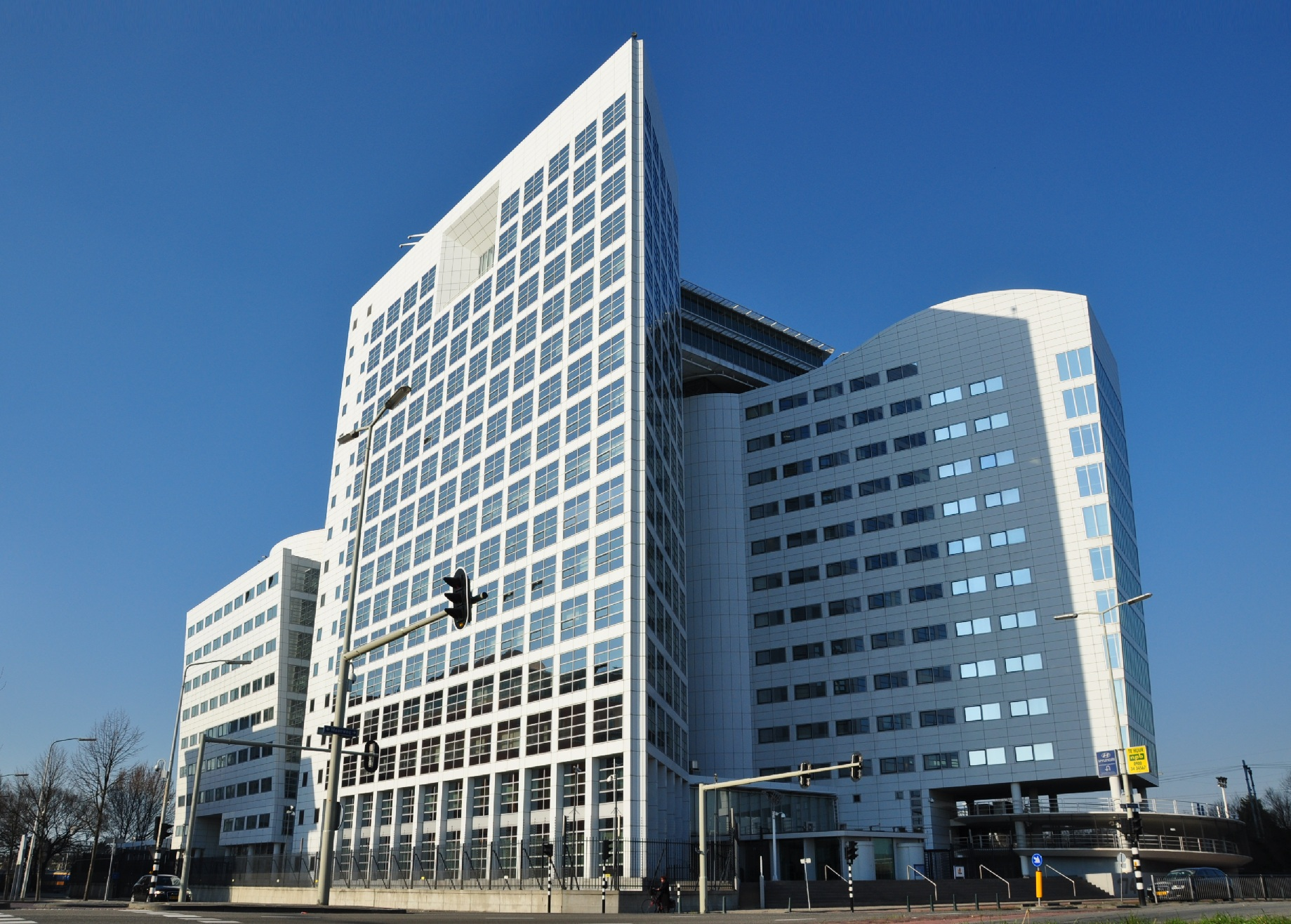
La Corte penale internazionale dell'Aja, che ha condannato Lubanga

Nel marzo 2004, il governo congolese autorizzò il Tribunale penale internazionale (TPI) ad investigare e perseguire "crimini all'interno della giurisdizione della Corte, presumibilmente commessi nel territorio della RDC, a partire dall'entrata in vigore dello Statuto di Roma, il 1º luglio 2002."
Il 10 febbraio 2006, una Camera ante-giudiziale del TPI trovò che ci fossero basi ragionevoli per credere che Lubanga portasse una responsabilità penale di comando per il crimine di guerra di "aver coscritto e arruolato bambini sotto i 15 anni e averli usati per partecipare attivamente alle ostilità", e rilasciò un mandato per la sua cattura.
Il 17 marzo 2006, Lubanga divenne la prima persona mai arrestata in base ad un mandato d'arresto del TPI, quando le autorità congolesi lo arrestarono e lo trasferirono sotto la custodia del TPI.  Lubanga venne trasferito all'Aja, dove è attualmente detenuto, assieme ad altri due capi ribelli, suoi avversari nel conflitto dell'Ituri: Germain Katanga e Mathieu Ngudjolo Chui.  Il suo processo è iniziato il 26 gennaio 2009 e si è concluso il 14 marzo 2012 con il verdetto di condanna in primo grado: rischia una condanna a pena detentiva tra i 25 e i 30 anni.